# Tisamène (fils d'Oreste)
Pour les articles homonymes, voir Tisamène.
Dans la mythologie grecque, Tisamène (en grec ancien Τισαμενός / Tisamenós), roi de Sparte, est fils d'Oreste et d'Hermione. Il a pour enfants : Daiménès, Sparton, Tellis, Cométès, l'aîné, et Léontoménès.
C'est durant son règne que les Héraclides reviennent dans le Péloponnèse, avec à leur tête Téménos et Cresphontès. Refoulée jusqu'en Achaïe, la descendance d'Eurysthée chasse les Ioniens et prend leurs villes, à l'exception de Cométès qui va plus loin jusqu'en Asie. Installée, la descendance d'Eurysthée règne sur l'Achaïe se partageant douze villes, dont Bouras et Hélice. Tisamène, qui meurt au cours d'une bataille qu'il leur livre, est enterré à Hélice.

## Sources
- Pseudo-Apollodore, Bibliothèque [détail des éditions] [lire en ligne] (II, 8, 2-3)
- Pausanias, Description de la Grèce [détail des éditions] [lire en ligne] (II, 18)